# 锐齿湿生冷水花
锐齿湿生冷水花（学名：Pilea aquarum sp. acutidentata）为荨麻科冷水花属下的一个亚种。

## 扩展阅读
- 維基物種上的相關：锐齿湿生冷水花